# Fernando Mencherini
Fernando Mencherini (* 1949 in Fermignano; † 1997 in Cagli) war ein italienischer Komponist.
Mencherini studierte am Konservatorium von Pesaro elektronische Musik bei Walter Branchi. Er erhielt Kompositionsaufträge namhafter Solisten und Ensembles und wurde 1981 mit dem Premio Bucchi für sein Erstes Streichquartett und 1989 mit einem Preis beim Internationalen Komponistenwettbewerb in Köln ausgezeichnet.
1979 schrieb er  für Stefano Scodanibbio das Notturno für Kontrabass, 1980 sein erstes Streichquartett. 1983 entstand im Auftrag von Yvar Mikhashoff der Tango Das Zweiter Zimmer für Klavier, 1985 im Auftrag von Ciro Scarponi Crazy Jay Blue für Klarinette. Vortex für Flöte, Violine, elf Streicher und Vibrafon wurde 1993 beim Nuova Musica Italiana aufgeführt, How was it there? für Bläser, Streicher und Schlagzeug wurde für das Ensemble Edgar Varèse geschrieben, 1993 folgte das Orchesterstück Tutti i cappotti.
In seinen letzten Lebensjahren wandte sich Mencherini dem Musiktheater und dem Ballett zu. Er komponierte die Kurzoper Sexy Sadie für das Europa Festival ‘95 in Ferentino sowie die Ballette Operai (1993), Le zattere, Per la finestra nuova, Il meridiano (1994) und Ghirigori ovvero Io non guardo mai il cielo (1996). Daneben vertonte er für das Vokalensemble Laboratorio Ottantasette eine Reihe von Texten von Edoardo Sanguineti.
| Personendaten    | Personendaten           |
| ---------------- | ----------------------- |
| NAME             | Mencherini, Fernando    |
| KURZBESCHREIBUNG | italienischer Komponist |
| GEBURTSDATUM     | 1949                    |
| GEBURTSORT       | Fermignano              |
| STERBEDATUM      | 1997                    |
| STERBEORT        | Cagli                   |